# Wir sind hier
Wir sind hier ist ein Lied der deutschen Sängerin Alexa Feser. Das Lied wurde am 12. September 2014 unter dem Label Warner Music als erste Single aus Fesers zweiten Studioalbum Gold von morgen veröffentlicht. Es ist die erste Veröffentlichung für Feser unter ihrem eigenen Namen und ebenfalls die erste Single-Veröffentlichung seit über sechs Jahren. Bekanntheit erlangte das Lied durch einen RTL-Spot, der im Jahr 2015 auf dem Sender lief.

## Musikvideo
Ein Musikvideo zu dem Lied erschien am 10. September 2014 auf dem YouTube-kanal von Warner Music. Es wurde bisher über 1,6 Millionen Mal angeklickt. Im Video sieht man Feser unter anderem, wie sie an einem Klavier sitzt und mit einem Boot über einen Fluss fährt. Dabei trägt sie eine Seemannjacke.

## Titelliste
| Nr. | Titel                                 | Länge |
| --- | ------------------------------------- | ----- |
| 1.  | Wir sind hier                         | 3:54  |
| 2.  | Wir sind hier (Akustik Piano Version) | 3:49  |

## Mitwirkende
- Alexa Feser – Text, Gesang
- Steve van Velvet – Text
- Andreas Herbig – Produzent, Mixing
- Rainer Oleak – Produzent, Mixing (Akustik Version)
- Mathias Bothor – Foto
- Katja Hübner – Artwork